# Liga Mundial de Polo Aquático Masculino de 2016
A Liga Mundial de Polo Aquático Masculino de 2016 foi a 15º edição da Liga Mundial, organizado pela FINA. A Super Final aconteceu em Huizhou, China, com a vitória da Seleção Sérvia de Polo Aquático.